# 沙苦荬菜
沙苦荬菜（学名：Chorisis repens）是菊科沙苦荬属的植物。分布在日本、俄罗斯、朝鲜、台湾岛以及中国大陆的河北、福建、澳门、山东等地，生长于海拔100米的地区，一般生于海边沙地，目前尚未由人工引种栽培。

## 别名
匍匐苦荬菜

## 异名
- Ixeris repens (L.) A. Gray
- Lactuca repens (L.) Max.